# 池田祐一
池田 祐一（いけだ ゆういち、1997年4月13日 - ）は、日本のバスケットボール選手。ポジションはポイントガード。B.LEAGUEの越谷アルファーズ所属。

## 人物・来歴
- 2020-21シーズン途中,10月に練習生として青森へ加入。
- 2020-21シーズン終了後、退団。
- 2022-23シーズンに1シーズンぶり復帰し、B2アシスト王を獲得[1]。
- 2024-25シーズン終了後、越谷アルファーズに移籍[2]。